# Distrito de Virton
El Distrito de Virton (en francés: Arrondissement Virton; en neerlandés: Arrondissement Virton) es uno de los cinco distritos administrativos de la Provincia de Luxemburgo, Bélgica. Judicialmente pertenece al vecino distrito de Arlon.

## Lista de municipios
- Chiny
- Étalle
- Florenville
- Habay
- Meix-devant-Virton
- Musson
- Rouvroy
- Saint-Léger
- Tintigny
- Virton

- Datos: Q93860